# Simning vid världsmästerskapen i simsport 2022 – Damernas 200 meter ryggsim
Damernas 200 meter ryggsim vid världsmästerskapen i simsport 2022 avgjordes mellan den 23 och 24 juni 2022 i Donau Arena i Budapest i Ungern.
Australiska Kaylee McKeown tog guld efter ett lopp på tiden 2.05,08, vilket var hennes tredje medalj vid mästerskapet. Silvret togs av amerikanska Phoebe Bacon och bronset togs av Bacons landsmaninna Rhyan White.

## Rekord
Inför tävlingens start fanns följande världs- och mästerskapsrekord:
|                   | Namn        | Nation | Tid     | Ort               | Datum        |
| ----------------- | ----------- | ------ | ------- | ----------------- | ------------ |
| Världsrekord      | Regan Smith | USA    | 2.03,35 | Gwangju, Sydkorea | 26 juli 2019 |
| Mästerskapsrekord | Regan Smith | USA    | 2.03,35 | Gwangju, Sydkorea | 26 juli 2019 |

## Resultat

### Försöksheat
Försöksheaten startade den 23 juni klockan 09:19.
| Placering | Heat | Bana | Namn                    | Nationalitet | Tid              | Noteringar       |
| --------- | ---- | ---- | ----------------------- | ------------ | ---------------- | ---------------- |
| 1         | 2    | 4    | Phoebe Bacon            | USA          | 2.07,89          | 0Q0              |
| 2         | 2    | 3    | Peng Xuwei              | Kina         | 2.08,53          | 0Q0              |
| 3         | 2    | 5    | Margherita Panziera     | Italien      | 2.08,64          | 0Q0              |
| 4         | 1    | 4    | Rhyan White             | USA          | 2.09,12          | 0Q0              |
| 5         | 3    | 4    | Kaylee McKeown          | Australien   | 2.09,26          | 0Q0              |
| 6         | 3    | 5    | Kylie Masse             | Kanada       | 2.09,37          | 0Q0              |
| 7         | 3    | 6    | Dóra Molnár             | Ungern       | 2.10,88          | 0Q0              |
| 8         | 3    | 7    | Emma Terebo             | Frankrike    | 2.11,17          | 0Q0              |
| 9         | 1    | 5    | Katalin Burian          | Ungern       | 2.11,47          | 0Q0              |
| 10        | 2    | 6    | Laura Bernat            | Polen        | 2.11,48          | 0Q0              |
| 11        | 2    | 2    | Aviv Barzelay           | Israel       | 2.11,62          | 0Q0              |
| 12        | 1    | 7    | Gabriela Georgieva      | Bulgarien    | 2.12,69          | 0Q0              |
| 13        | 1    | 6    | Lee Eun-ji              | Sydkorea     | 2.13,30          | 0Q0              |
| 14        | 3    | 2    | Tatiana Salcuțan        | Moldavien    | 2.13,45          | 0Q0              |
| 15        | 2    | 7    | Aleksa Gold             | Estland      | 2.14,02          | 0Q0              |
| 16        | 2    | 1    | Jimena Leguizamón       | Colombia     | 2.16,38          | 0Q0              |
| 17        | 1    | 1    | Alexia Sotomayor        | Peru         | 2.16,65          |                  |
| 18        | 3    | 8    | Xenia Ignatova          | Kazakstan    | 2.17,04          |                  |
| 19        | 1    | 8    | Carolina Cermelli       | Panama       | 2.20,93          |                  |
| 20        | 3    | 0    | Danielle Titus          | Barbados     | 2.21,34          |                  |
| 21        | 3    | 9    | Samantha van Vuure      | Curaçao      | 2.29,87          |                  |
| 22        | 2    | 0    | Ridima Veerendrakumar   | Indien       | 2.35,78          |                  |
| 23        | 2    | 9    | Aishath Sausan          | Maldiverna   | 2.53,55          |                  |
| 24        | 2    | 8    | Andrea Becali           | Kuba         | Diskvalificerade | Diskvalificerade |
| 24        | 3    | 1    | Kristen Romano          | Puerto Rico  | Diskvalificerade | Diskvalificerade |
| 24        | 1    | 0    | Yarinda Sunthornrangsri | Thailand     | Startade inte    | Startade inte    |
| 24        | 1    | 2    | Anastasia Gorbenko      | Israel       | Startade inte    | Startade inte    |
| 24        | 1    | 3    | Liu Yaxin               | Kina         | Startade inte    | Startade inte    |
| 24        | 3    | 3    | Taylor Ruck             | Kanada       | Startade inte    | Startade inte    |

### Semifinaler
Semifinalerna startade den 23 juni klockan 18:21.
| Placering | Heat | Bana | Namn                | Nationalitet | Tid     | Noteringar |
| --------- | ---- | ---- | ------------------- | ------------ | ------- | ---------- |
| 1         | 2    | 4    | Phoebe Bacon        | USA          | 2.05,93 | 0Q0        |
| 2         | 2    | 3    | Kaylee McKeown      | Australien   | 2.06,41 | 0Q0        |
| 3         | 1    | 5    | Rhyan White         | USA          | 2.07,04 | 0Q0        |
| 4         | 2    | 5    | Margherita Panziera | Italien      | 2.08,28 | 0Q0        |
| 5         | 1    | 4    | Peng Xuwei          | Kina         | 2.09,19 | 0Q0        |
| 6         | 1    | 3    | Kylie Masse         | Kanada       | 2.09,23 | 0Q0        |
| 7         | 2    | 6    | Dóra Molnár         | Ungern       | 2.09,94 | 0Q0        |
| 8         | 2    | 2    | Katalin Burian      | Ungern       | 2.10,07 | 0Q0        |
| 9         | 2    | 7    | Aviv Barzelay       | Israel       | 2.10,42 |            |
| 10        | 2    | 1    | Lee Eun-ji          | Sydkorea     | 2.10,48 |            |
| 11        | 1    | 2    | Laura Bernat        | Polen        | 2.10,87 |            |
| 12        | 1    | 6    | Emma Terebo         | Frankrike    | 2.11,77 |            |
| 13        | 1    | 7    | Gabriela Georgieva  | Bulgarien    | 2.13,15 |            |
| 14        | 1    | 1    | Tatiana Salcuțan    | Moldavien    | 2.14,10 |            |
| 15        | 2    | 8    | Aleksa Gold         | Estland      | 2.14,14 |            |
| 16        | 1    | 8    | Jimena Leguizamón   | Colombia     | 2.15,11 |            |

### Final
Finalen startade den 24 juni klockan 18:53.
| Placering | Bana | Namn                | Nationalitet | Tid     | Noteringar |
| --------- | ---- | ------------------- | ------------ | ------- | ---------- |
| 1         | 5    | Kaylee McKeown      | Australien   | 2.05,08 |            |
| 2         | 4    | Phoebe Bacon        | USA          | 2.05,12 |            |
| 3         | 3    | Rhyan White         | USA          | 2.06,96 |            |
| 4         | 6    | Margherita Panziera | Italien      | 2.07,27 |            |
| 5         | 7    | Kylie Masse         | Kanada       | 2.08,00 |            |
| 6         | 2    | Peng Xuwei          | Kina         | 2.09,13 |            |
| 7         | 1    | Dóra Molnár         | Ungern       | 2.10,08 |            |
| 8         | 8    | Katalin Burian      | Ungern       | 2.10,37 |            |